# Estany de Sant Jordi
L'Estany de Sant Jordi és una petita llacuna d'aigua salabrosa situada a la desembocadura del barranc de Sant Jordi, al municipi de l'Ametlla de Mar (Baix Ebre), darrera la platja de Sant Jordi, als peus mateix del castell de Sant Jordi.
A l'extrem més proper a la platja, les comunitats vegetals -bàsicament pradells i jonqueres (hàbitat d'interès comunitari, codi 1410)- són de tendència halòfila i a la zona més allunyada destaquen els canyissars i la vegetació helofítica. Aquest patró es repeteix sota les aigües de la llacuna (hàbitat d'interès comunitari prioritari, codi 1150), ocupades majoritàriament per Potamogeton pectinatus (espècie d'aigua dolça que prefereix viure a fondàries mitjanes) i per Ruppia cirrhosa (espècie típica d'aigües salabroses i que es distribueix més pels marges de la llacuna i en les zones de major conductivitat). Es troben també a l'espai matollars halòfils mediterranis i termoatlàntics (Sarcocornetea fruticosae) (hàbitat d'interès comunitari, codi 1420).
Com tota la costa catalana, aquest espai pateix d'una freqüentació excessiva. Ben a ran de l'espai, a part de les aglomeracions que es produeixen a la platja, hi ha una zona de pícnic sempre molt utilitzada. Malgrat aquesta pressió, la zona no es troba tan urbanitzada com en altres sectors de la costa de l'Ametlla de Mar. La urbanització de Sant Jordi d'Alfama queda relativament allunyada, i els voltants de la llacuna, sobretot la riba esquerra, estan ocupats per vegetació ruderal i pinedes força ben constituïdes. En resum, es tracta d'una zona amb bastant interès i potencial ecològic, especialment si s'executés un projecte d'ordenació d'usos i l'accés a l'espai.